# Adi Shamir

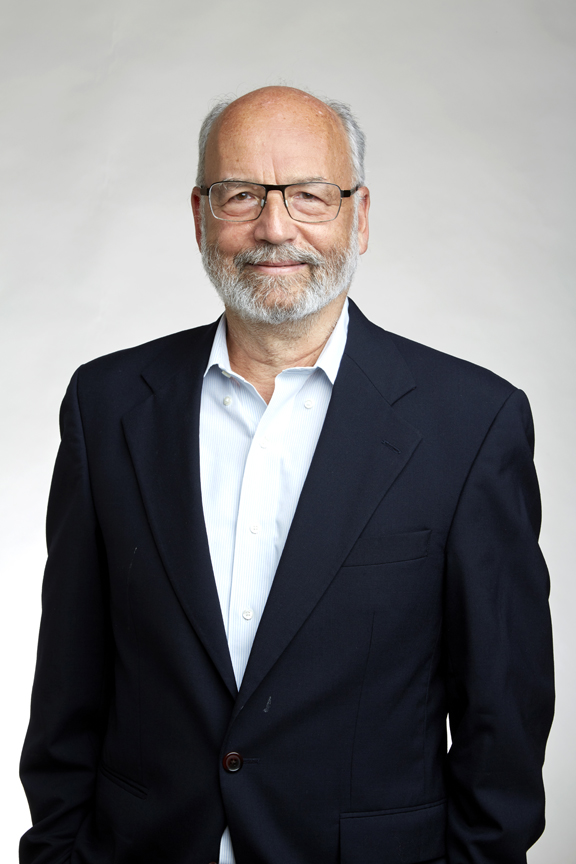
Adi Shamir (2018)

Adi Shamir (hebräisch עדי שמיר; * 6. Juli 1952 in Tel Aviv) ist ein israelischer Kryptologieexperte. Zusammen mit Ron Rivest und Leonard Adleman ist er einer der Erfinder des RSA-Kryptosystems.

## Leben
Adi Shamir machte seinen Abschluss als Bachelor of Science an der Universität Tel Aviv 1973, 1975 folgte der Master of Science und 1977 der Doktorgrad am Weizmann-Institut für Wissenschaften. Seine Doktorarbeit entstand unter dem Titel Fixed Points of Recursive Programs. Nach einem Jahr Postdoc-Beschäftigung an der University of Warwick forschte er von 1977 bis 1980 am MIT. Danach kehrte er als Professor an das Weizmann-Institut zurück, wo er bis heute tätig ist. Außerdem ist er Gastprofessor an der École normale supérieure in Paris.
1979 zeigte er, dass eine natürliche Zahl N mit proportional zu log N vielen Rechenschritten faktorisiert werden kann, wenn die Zwischenergebnisse in Registern mit unbeschränkter Bitlänge ermittelt werden. Im gleichen Jahr entwickelte er Shamir’s Secret Sharing, ein Verfahren, ein Geheimnis auf mehrere Instanzen (Mitwisser) aufzuteilen, wobei eine gewisse Untermenge dieser Instanzen erforderlich ist, um das Geheimnis zu rekonstruieren. Nach ihm benannt sind außerdem das Fiat-Shamir-Protokoll und die Fiat-Shamir-Heuristik, beide 1986 mit seinem Doktoranden Amos Fiat entwickelt. Gemeinsam mit Eli Biham hat er im Jahr 1990 die Technik der differenziellen Kryptoanalyse entwickelt. Ein Forschungsergebnis aus dem Jahr 1992 ist die genaue Charakterisierung der Beziehung zwischen interaktiven Beweissystemen (IP) und der Komplexitätsklasse PSPACE. Bei der Eurocrypt-Konferenz 1994 stellte Shamir zusammen mit Moni Naor ein weiteres Secret-Sharing-Verfahren vor, die Visuelle Kryptographie.
1983 erhielt er den Erdős-Preis, 1996 den Paris-Kanellakis-Preis. In Anerkennung ihrer Verdienste für die Kryptographie haben Rivest, Shamir und Adleman den Turing Award für das Jahr 2002 erhalten. 2008 wurde er mit dem Israel-Preis ausgezeichnet, 2012 mit der Grande médaille de l’Académie des sciences, deren Mitglied er 2016 wurde. Für 2017 wurden Shamir der BBVA Foundation Frontiers of Knowledge Award und der Japan-Preis zugesprochen. 2018 wurde er in die National Inventors Hall of Fame aufgenommen. 2023 wurde er mit dem Basic Science Lifetime Award for Theoretical Computer Sciences ausgezeichnet. 2024 erhielt er den Wolf-Preis in Mathematik (gemeinsam mit Noga Alon).
Seit 2005 ist er auswärtiges Mitglied (Foreign Associate) der National Academy of Sciences, seit 2018 der Royal Society, seit 2019 der American Philosophical Society und seit 2022 der American Academy of Arts and Sciences. 2007 wurde er zum ordentlichen Mitglied der Academia Europaea gewählt. Er ist Ehrendoktor der École normale supérieure und der University of Waterloo.
Zusammen mit Scott Fluhrer und Itsik Mantin hat er RC4, welches auch im Wired-Equivalent-Privacy-System Verwendung findet, erfolgreich angegriffen.
Gemeinsam mit Claus-Peter Schnorr entwickelte er 1986 einen parallelen Algorithmus zum Sortieren auf einem zweidimensionalen Prozessorfeld mit der Laufzeit {\displaystyle 3n+o(n^{3/4})}.
Trotz seiner vielfältigen und weltweit bedeutsamen Leistungen für die Kryptographie wurde ihm Anfang 2019 die Einreise in die USA verweigert. Er wollte an der jährlichen RSA-Konferenz teilnehmen, die durch das „S für Shamir“ in „RSA“,  auch seinen Namen trägt.